# Larbi Bourrada
Larbi Bourrada (arabiska: العربي بورعدة; född 10 maj 1988) är en algerisk friidrottare. Han deltog vid olympiska sommarspelen 2016.